# Philosepedon flavithorax
Philosepedon flavithorax är en tvåvingeart som först beskrevs av Satchell 1955.  Philosepedon flavithorax ingår i släktet Philosepedon och familjen fjärilsmyggor. Inga underarter finns listade i Catalogue of Life.